# Pedret i Marzà
Pedret i Marzà är en kommun i Spanien.   Den ligger i provinsen Província de Girona och regionen Katalonien, i den östra delen av landet, 600 km öster om huvudstaden Madrid. Antalet invånare är 184. Arean är 8,6 kvadratkilometer. Pedret i Marzà gränsar till Garriguella, Vilajuïga, Pau och Peralada. 
Terrängen i Pedret i Marzà är platt.